# Eugène Authier
Eugène, Serge Authier, né le 16 décembre 1909 à Rougemont et mort le 18 mai 1989 à Vernon, est un homme politique français.

## Biographie
Il est le suppléant du député René Tomasini. 

## Distinctions
- Chevalier de la Légion d'honneur
- Chevalier de l'ordre du Mérite agricole
- Chevalier du Mérite social
- Titulaire de la médaille d’honneur de la jeunesse et des sports